# 复旦大学附属中学
复旦大学附属中学，简称复旦大学附中或复旦附中，创建于1950年，是一所上海市教育委员会直属，受上海市教委和复旦大学双重领导的寄宿制上海市实验性示范性高中。学校位于上海市杨浦区国权路383号，邻近复旦大学。
复旦附中一本录取率常年保持在90%以上，每年升入清华大学，北京大学，复旦大学，上海交通大学的比例超过40%。学校也是上海高中四大名校之一，另外三所为：上海中学，华东师范大学第二附属中学，上海交通大学附属中学。

## 校训及校歌
复旦附中由复旦大学设立，使用复旦大学的校徽，并以复旦大学校训「博学而笃志，切问而近思」为校训，而校歌则是取复旦大学老校歌之曲（丰子恺谱曲），由张大文重新填词而成。 
「FDFZ」是复旦大学附属中学的最常用拉丁字母缩写，来自于该校简称「复旦附中」的拼音首字母。在非正式场合被附中人广泛使用，并被出现在学校的官方网址中，成为受到普遍承认的学校代称。复旦附中学生及校友亦有时自称“附中”。

## 國際部
复旦大学附属中学国际部（Fudan International School）招收中国境内的外籍和港澳台籍学生，学校接受西部學校和學院協會的认证，采用美国课程体系。

## 沿革
1950年，“华东人民革命大学附设工农速成中学”建校，三年后更名为“复旦大学附设工农速成中学”，1957年更名为“劳动中学”，1958年随即更名为“复旦大学工农预科”，1959年更名“复旦大学预科”，三年后最终定名为“复旦大学附属中学”，1982年被定位上海市首批重点中学。
2015年，上海市青浦区人民政府、复旦大学和上海市教育委员会合作举办復旦大学附属中青浦分校。